# La locanda delle ombre
La locanda delle ombre (titolo alternativo: Non ho ucciso!) è un film del 1923 diretto da Baldassarre Negroni e Ivo Illuminati.

## Trama
Abbandonato fin dall'infanzia da una famiglia aristocratica, Tom frequenta un equivoco locale parigino dei bassifondi. Accusato innocentemente di un brutale assassinio viene salvato dal patibolo da una straniera che, dopo una serie di emozionanti episodi, si rivela essere la madre alla quale era stato sottratto da bambino.

## Critica

Una foto di scena del film

A. Bruno in Il Roma della domenica del 10 gennaio 1924: « Siamo in pieno dramma avventuroso. Luciano Doria vuol cimentarsi in tal genere di produzione per il quale ha mostrato, però, almeno finora, scarsa capacità. S'inizia La locanda delle ombre, con la presentazione di varii personaggi, tracciati con mano sapiente, abitatori e frequentatori della trista locanda. Il dramma si snoda fra quantità di circostanze impreviste e di vicende strane. L'imprevisto. Ecco la malattia dei soggettisti italiani, che non vogliono convincersi quanto e come sia difficile coltivare il genere avventuroso dopo che gli americani hanno fatto prodigi. Hesperia - sempre affascinante e avvincente per la sua dolce e morbida bellezza - non possiede temperamento artistico adatto per simili interpretazioni ed evidentemente essa ha dovuto compiere uno sforzo per rendere con l'abituale sua scrupolosità e precisione la parte della contessa Lavallière. Discreta Pauline Polaire, bene Margot Pellegrinetti e Lido Manetti, ottimo Franz Sala, attore che possiede una maschera efficacissima e che nel suo ruolo è fra i migliori artisti
esistenti oggi in Italia. Una caratteristica, intonata mise en scène ed una fotografia instabile, a volte buona, a volte incerta ».